# Rubén Placanica
Rubén Placanica (27 de julho de 1943 – 14 de setembro de 2022) foi um ex-ciclista olímpico argentino. Placanica representou sua nação em dois eventos nos Jogos Olímpicos de Verão de 1964, em Tóquio.
Placánica morreu de COVID-19 em 14 de setembro de 2022, aos 79 anos.